# Крайчек, Михаэлла
Михаэлла Крайчек (нидерл. Michaëlla Krajicek; родилась 9 января 1989 в Делфте, Нидерланды) — нидерландская теннисистка чешского происхождения. Полуфиналистка двух турниров Большого шлема в парном разряде (Открытый чемпионат Франции-2014, Открытый чемпионат Австралии-2015); финалистка Кубка Хопмана (2006) в составе команды Нидерландов; победительница восьми турниров WTA (три — в одиночном разряде).
В юниорах: бывшая первая ракетка мира в юниорском рейтинге; победительница одного юниорского турнира Большого шлема в одиночном разряде (Открытый чемпионат США −2004); победительница двух юниорских турниров Большого шлема в парном разряде (Открытый чемпионат Франции, Открытый чемпионат США −2004); финалистка одного юниорского турнира Большого шлема в одиночном разряде (Открытый чемпионат США-2003); финалистка двух юниорских турниров Большого шлема в парном разряде (Открытый чемпионат Франции, Уимблдон-2003).

## Общая информация
Михаэлла — одна из трёх детей Петра и Павлины Крайчеков; её братьев зовут Рихард и Петер-младший. Родители сами не занимались спортом на профессиональном уровне, но своих детей быстро и серьёзно приучили к нему: Петр-младший играет в баскетбол, а Рихард и Михаэлла — в теннис. Нидерландка впервые пришла на корт в три года, когда родители привели её в клуб в Делфте.
Крайчек обладает отличной подачей и играет в атакующем ключе, предпочитая быстрые травяные корты всем прочим.

## Спортивная карьера

### Юниорская карьера
Михаэлла уже в довольно юном возрасте дебютировала в высшем дивизионе юниорского тенниса. Летом 2002 года она сходу выиграла 17 матчей подряд на небольших соревнованиях этой серии. Набравшись опыта, Крайчек зимой 2003 года провела столь же результативную серию турниров высших категорий в Новом Свете, выиграв соревнования в мексиканских Тлальнепантле-де-Бас и Мериде, а также в коста-риканском Сан-Хосе. Постепенно голландка становится одним из лидеров подобных соревнований. На своём дебютном турнире Большого шлема (Открытый чемпионат Франции-2003) она доходит до полуфинала. В концовке сезона-2003 Михаэлла пробилась в финал Открытого чемпионата США и помогает своей национальной сборной выиграть юниорский Кубок Федерации. Даже став осенью 2003 года первой ракеткой юниорского рейтинга Михаэлла не ушла на полном расписании во взрослые соревнования, пока осенью 2004 года не выиграла юниорский Открытый чемпионат США, переиграв в финале Викторию Азаренко. В эти годы Крайчек блистала не только в одиночном, но и в парном разряде. На двух своих дебютных турнирах Большого шлема голландка дошла до финала, а свой третий — выиграла. На этих турнирах её партнёршей выступала чешка Катерина Богмова. Осенью 2004 года голландка завершила свою карьеру на юниорских турнирах Большого шлема победным дублем — помимо одиночного титула был взят и парный.

### Первые годы во взрослом туре
Летом 2003 года, на домашнем турнире в Хертогенбосе, Крайчек дебютировала на соревнованиях среди взрослых. В 2004 году Михаэлла всё чаще играет на соревнованиях профессионального тура, а в апреле дебютирует в матчах Кубка Федерации, сыграв за национальную команду в матчах региональной зоны. Свою первую игру в сборной она провела в возрасте 15 лет и 101 дня, став самой молодой теннисисткой в истории команды Нидерландов. За короткое время набравшись опыта в играх подобного уровня, голландка к осени играет всё результативнее: выиграны несколько 10-тысячников, пройдена квалификация на турнире WTA в Люксембурге. Игровой год завершается полуфиналом на 75-тысячнике в Пуатье (здесь одержана первая победа над игроком топ-100) и титулом на 50-тысячнике в Бергамо.
Сезон-2005, благодаря прошлогодним юниорским и взрослым успехам Михаэлла начинает в Австралии, где сначала играет соревнование в Канберре, а затем дебютирует на взрослых турнирах Большого шлема, сходу преодолев квалификацию и даже выиграв один матч в основе. Этот успех позволяет Крайчек впервые войти в топ-200 одиночного рейтинга. Далее Михаэлла продолжает улучшать свой рейтинг, борясь за титулы на соревнованиях ITF и периодически выигрывая 1-2 матча на соревнованиях WTA. В конце весны она уже благодаря своему рейтингу пробивается в отборе французского турнира Большого шлема и вновь его проходит. Перед июньской серией турниров на траве голландка входит в топ-100 одиночной классификации. Пропустив несколько месяцев из-за полученной в Хертогенбосе травмы, голландка осенью возвращается в тур. Сходу удаётся набрать неплохую форму и она побеждает на турнире WTA в Ташкенте, а затем выходит в полуфинал аналогичного соревнования в Хасселте (в четвертьфинале переиграна 13-я ракетка мира Натали Деши). Все эти успехи позволяют Крайчек отыграть за год несколько сотен строчек в рейтинге и закончить сезон 58-й ракеткой мира в одиночном рейтинге.
В 2005 году же приходят первые парные успехи: в апреле, вместе с венгеркой Агнеш Савай, голландка побеждает на 75-тысячнике во французском Динане, а позже дважды выходит в финалы соревнований WTA: сначала в Оэйраше, а затем в Хасселте.

### 2006—2007

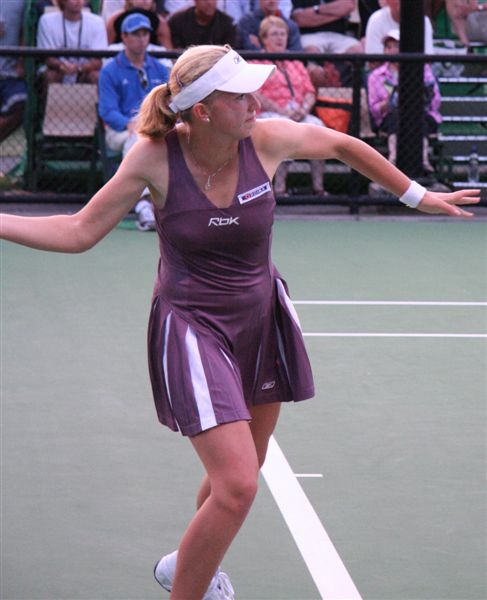
На Открытом чемпионате Австралии 2007 года

В 2006-07 годах Крайчек переживает пик своей одиночной карьеры. На старте сезона-2006 Михаэлла выигрывает семь матчей подряд (попутно завоевав свой второй одиночный титул WTA в Хобарте), пока не снимается из-за небольшого повреждения в третьем круге Открытого чемпионата Австралии в матче против будущей победительницы турнира Амели Моресмо. Переход на другой уровень турниров и поиск на нём стабильности снижает уровень результатов, но периодически голландка отмечается неплохими результатами: в марте она достигает третьего круга в Майами, а в мае добирается до полуфинала в Стамбуле. Чуть позже Крайчек выигрывает свой второй титул в сезоне, выиграв домашнее соревнование в Хертогенбосе, причём в полуфинале против восьмой ракетки мира Елены Дементьевой она уступила первый сет 1-6, а второй взяла в равной борьбе на тай-брейке со счётом 7-5. Периодически отмечаясь в четвертьфиналах и полуфиналах голландка к концу года поднимается на 35-ю строчку одиночного рейтинга.
В 2006 году Михаэлла дебютирует на парных соревнованиях турниров Большого шлема, дойдя с Агнеш Савай до третьего круга в Австралии. Летом голландка впервые выигрывает парный титул на соревнованиях WTA, вместе с Жанеттой Гусаровой взяв за две недели два главных приза (на турнирах в Будапеште и Палермо). В этом же году к Крайчек приходит первое крупное командное достижение: вместе с Петером Весселсом она доходит до финала на Кубке Хопмана. Старт сезона-2007 проходит не слишком удачно: до апрельского соревнования в Чарлстоне она выиграла на семи турнирах лишь четыре матча. На соревновании же в Южной Каролине голландка дошла до четвертьфинала, оставив не у дел восьмую ракетку мира Николь Вайдишову. Весьма удачно для Крайчек складываются европейские турниры Большого шлема: она играет в третьем круге во Франции и пробивается в четвертьфинал на Уимблдоне. Несколько локальных побед на турнирах WTA до конца сезона позволяют Михаэлле по итогам года сохранить свои позиции в одиночном рейтинге. Парный год прошёл без особых успехов. Лишь раз голландке удалось добраться до полуфинала.

### 2008—2012

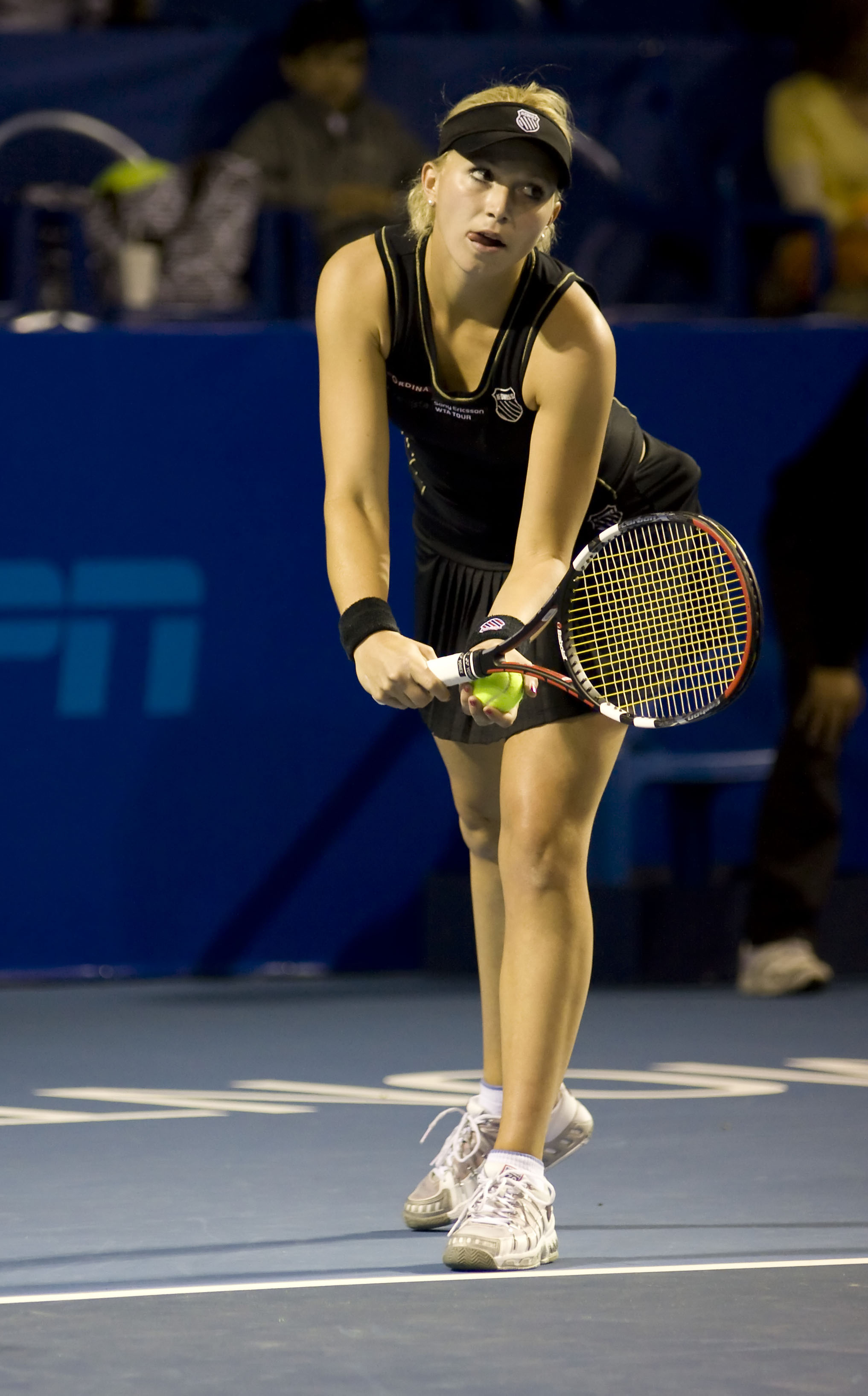
На турнире в Монтеррее 2009 года

В 2008 году произошёл резкий спад результатов, из-за которого Крайчек к концу сезона провалилась в третью сотню одиночного рейтинга. Очень неудачной выдалась первая половина сезона, когда голландка проигрывала всем и везде. Пике удалось чуть замедлить лишь в июне, когда Михаэлла одерживает свои первые победы. После травяного сезона Крайчек взяла паузу в выступлениях и вернулась к играм лишь осенью. Попытки сохранить хоть какой-то приличный рейтинг приводят к положительному результату лишь раз, когда голландке удаётся достигнуть финала на 100-тысячнике в Братиславе.
C 2009 года начинается постепенное возрождение Михаэллы: разнообразные локальные успехи на соревнованиях WTA и крупных турнирах ITF позволяют ей за год отыграть 90 строчек в одиночной классификации. Вернуться в топ-100, впрочем, удаётся лишь в 2011 году, когда ей удаётся дважды побывать в полуфиналах соревнований WTA, а также спустя двенадцать турниров вновь сыграть в основе турнира Большого шлема. В парных соревнованиях ухудшение результатов было не столь глобальным и голландка периодически отмечалась на решающих стадиях соревнований WTA: в 2008 году на её счету финал и титул; в 2009 и 2010 — по два финала на уровне WTA и множество решающих игр на крупных турнирах ITF. Подобные результаты позволяют без особых проблеи заканчивать каждый год в топ-100 парной классификации. Мало что изменилось и в 2011 году, хотя стенд с призами с финалов турниров WTA пополнился лишь одной тарелкой за финал (в Оэйраше).
В начале 2012 года нидерландка продолжала удерживать свои позиции в рейтингах, отметившись двумя четвертьфиналами в одиночном разряде (в Акапулько и Мемфисе) и добыв полуфинал и финал в паре. Размеренная турнирная жизнь прервалась в июне, когда Крайчек раз за разом стало подводить здоровье: не вовремя простудившись она пропустила Уимблдон, позже её донимали боли в колене и проблемы с сердцем. В итоге в сентябре Михаэлла взяла паузу в выступлениях, растянувшуюся на полгода.

### 2013—2015

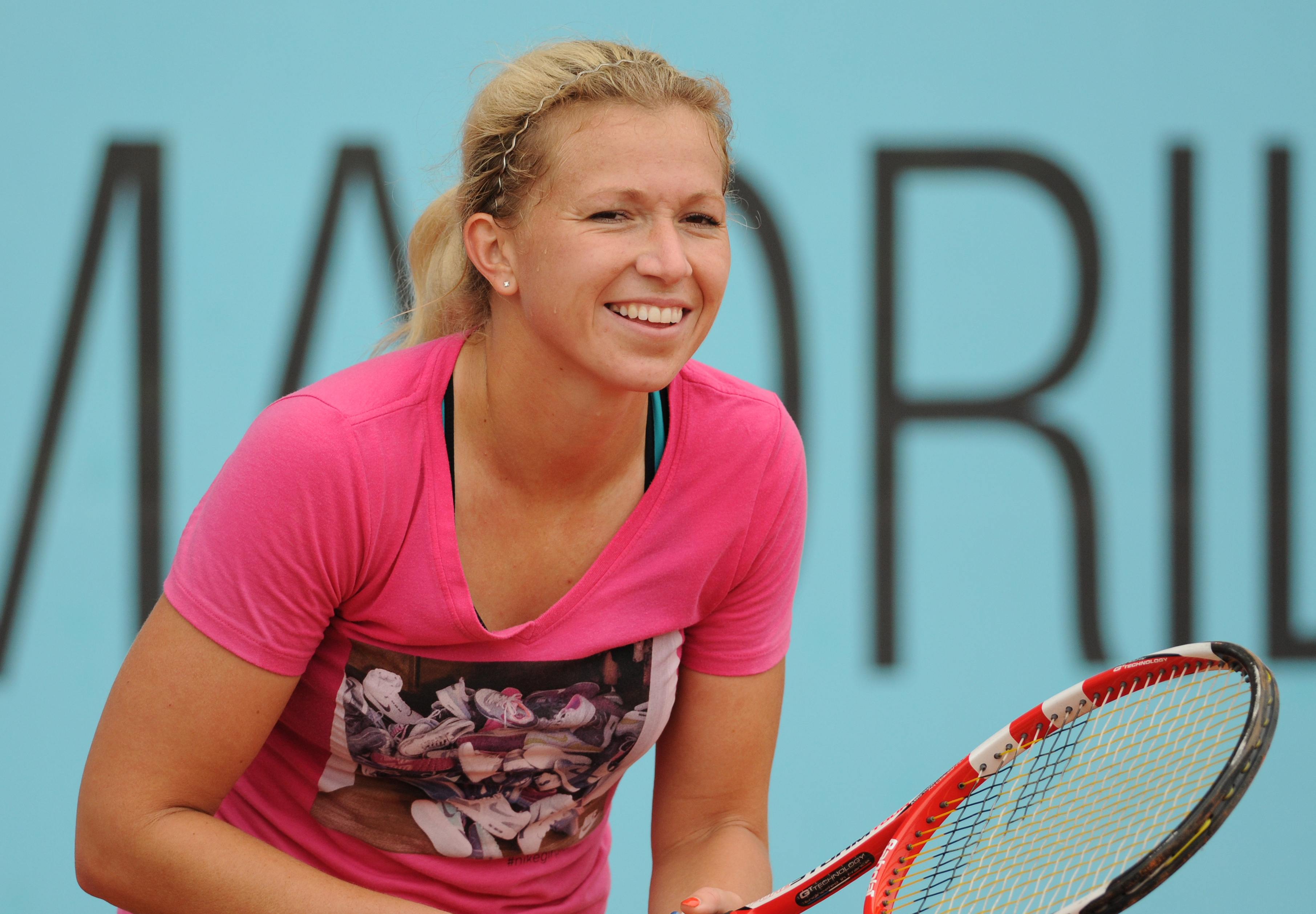
На турнире в Мадриде 2015 года

Голландка эпизодически вернулась в тур в апреле 2013 года, сразу же выиграв в обоих разрядах 10-тысячник в Греции, а с июня начала более регулярные выступления. В одиночном разряде до конца года результативность долгое время оставляла желать лучшего и к январю Крайчек смогла лишь подняться в третью сотню классификации, ни разу не пройдя ни на одном турнире дальше четвертьфинала; в парном разряде более привычный уровень результатов удалось добыть быстрее: уже в сентябре нидерландка впервые победила на соревновании WTA, выиграв вместе с Тимеей Бабош турнир младшей серии в Сучжоу, а позже сыграла в финалах несколько менее статусных призов в альянсах с Мартой Домаховской, Андреа Главачковой и Луцией Градецкой. С последней сотрудничество вскоре стало носить регулярный характер.
В 2014 году чешско-голландская пара записала на свой счёт первый совместный финал на турнирах WTA, сыграв в титульном матче в новозеландском Окленде, однако в дальнейшем альянс не смог добиться особых результатов: обе девушки пытались восстановить свой рейтинг и, несмотря на время от времени случавшиеся победы над лидерами чемпионской гонки, так и не смогли побороться за попадание на Итоговый турнир. Луция, в итоге, вернулась в первую сотню одиночной классификации, а Михаэлла, после нескольких проблем со здоровьем, сосредоточилась на играх в парном разряде; совместные заметные успехи после австралийской серии ограничились выигрышем 100-тысячника в Праге и выходом в полуфинал на Ролан Гаррос. Когда календари Градецкой и Крайчек не совпадали, нидерландка была вполне успешна на соревнованиях ассоциации, добившись титула на турнире в Нюрнберге и финала на соревнованиях в Хертогенбосе.
Через год сотрудничество с чешками продолжилось, однако место Градецкой заняла Барбора Заглавова-Стрыцова. Большинство соревнований завершалось ранними поражениями и лишь изредка команда Крайчек проходила далеко по сетке: дойдя до полуфиналов в Брисбене и на Открытом чемпионате Австралии и выйдя в четвертьфинал на Открытом чемпионате Франции. В марте она поднялась на самое высокое парное место рейтинга в карьере, заняв 23-ю строчку. В одиночном разряде она играла не регулярно и из-за низкого рейтинга в основном на турнирах из цикла ITF. Осенью она выиграла 75-тысячник Альбукерке и 50-тысячник в Лас-Вегасе.

### 2016—2020 (завершение карьеры)
Первую часть сезона 2016 года Крайчек пропустила и вернулась на корт уже на Открытом чемпионате Франции. В июле она выиграла 50-тысячник ITF в Лексингтоне. Осенью она выиграла сразу четыре титула из цикла ITF в парном разряде с разными партнёршами. Следующие сезоны прошли в попытках вернуться на былой уровень, однако результаты Крайчек становились все хуже. На игру Крайчек также повлияла череда травм и вынужденные операции. В 2019 году она выступала уже эпизодически и последний раз сыграла один турнир в 2020 году, завершив после этого спортивную карьеру.

## Итоговое место в рейтинге WTA по годам
| Год  | Одиночный рейтинг | Парный рейтинг |
| 2019 | 902               | 601            |
| 2018 | 587               | 128            |
| 2017 | 746               | 188            |
| 2016 | 275               | 92             |
| 2015 | 177               | 23             |
| 2014 | 281               | 25             |
| 2013 | 275               | 111            |
| 2012 | 150               | 175            |
| 2011 | 107               | 72             |
| 2010 | 141               | 75             |
| 2009 | 129               | 97             |
| 2008 | 219               | 106            |
| 2007 | 34                | 47             |
| 2006 | 35                | 36             |
| 2005 | 58                | 108            |
| 2004 | 429               | 385            |

## Выступления на турнирах

### Финалы турнировWTAв одиночном разряде (3)

#### Победы (3)
| Легенда: До 2009 года       | Легенда: С 2009 года  |
| --------------------------- | --------------------- |
| Турниры Большого шлема (0*) |                       |
| Олимпиада (0)               |                       |
| Итоговый турнир WTA (0)     |                       |
| 1-я категория (0)           | Premier Mandatory (0) |
| 2-я категория (0)           | Premier 5 (0)         |
| 3-я категория (1+1)         | Premier (0)           |
| 4-я категория (2+2)         | International (0+2)   |
| 5-я категория (0)           | International (0+2)   |

| Титулы по покрытиям | Титулы по месту проведения матчей турнира |
| ------------------- | ----------------------------------------- |
| Хард (2+1*)         | Зал (0+1)                                 |
| Грунт (0+3)         | Зал (0+1)                                 |
| Трава (1+1)         | Открытый воздух (3+4)                     |
| Ковёр (0)           | Открытый воздух (3+4)                     |

* количество побед в одиночном разряде + количество побед в парном разряде.
| №  | Дата           | Турнир                  | Покрытие | Соперница в финале  | Счёт        |
| 1. | 9 октября 2005 | Ташкент, Узбекистан     | Хард     | Акгуль Аманмурадова | 6-0 4-6 6-3 |
| 2. | 13 января 2006 | Хобарт, Австралия       | Хард     | Ивета Бенешова      | 6-2 6-1     |
| 3. | 24 июня 2006   | Хертогенбос, Нидерланды | Трава    | Динара Сафина       | 6-3 6-4     |

### Финалы турнировWTA 125иITFв одиночном разряде (16)

#### Победы (14)
| Легенда:                    |
| --------------------------- |
| WTA 125 (0+1*)              |
| 100.000 USD (0+4)           |
| 80.000 (75.000**) USD (2+3) |
| 60.000 (50.000**) USD (5+8) |
| 25.000 USD (1+5)            |
| 15.000 USD (1)              |
| 15.000 (10.000**) USD (5+2) |

** призовой фонд до 2017 года
| Титулы по покрытиям | Титулы по месту проведения матчей турнира |
| ------------------- | ----------------------------------------- |
| Хард (6+16*)        | Зал (5+12)                                |
| Грунт (3+4)         | Зал (5+12)                                |
| Трава (0)           | Открытый воздух (9+11)                    |
| Ковёр (5+3)         | Открытый воздух (9+11)                    |

* количество побед в одиночном разряде + количество побед в парном разряде.
| №   | Дата             | Турнир                 | Покрытие | Соперница в финале | Счёт              |
| 1.  | 18 июля 2004     | Брюссель, Бельгия      | Грунт    | Элиза Вилла        | 6-3 6-0           |
| 2.  | 15 августа 2004  | Коксейде, Бельгия      | Грунт    | Гаэль Видмер       | 6-4 6-2           |
| 3.  | 7 ноября 2004    | Стокгольм, Швеция      | Хард(i)  | Анастасия Ревзина  | 6-1 6-2           |
| 4.  | 19 декабря 2004  | Бергамо, Италия        | Ковёр(i) | Екатерина Бычкова  | 6-4 6-3           |
| 5.  | 6 февраля 2005   | Ортизеи, Италия        | Ковёр(i) | Сандра Клёзель     | 6-3 6-3           |
| 6.  | 5 июля 2009      | Бостон, США            | Хард     | Ребекка Марино     | 6-3 6-4           |
| 7.  | 2 мая 2009       | Шарлоттсвилл, США      | Грунт    | Лаура Зигемунд     | 6-2 6-4           |
| 8.  | 21 апреля 2013   | Ираклион, Греция       | Ковёр    | Инди де Вроме      | 3-6 6-2 6-4       |
| 9.  | 23 февраля 2014  | Кройцлинген, Швейцария | Ковёр(i) | Тимея Бачински     | 6-4 7-6(5)        |
| 10. | 6 апреля 2014    | Дижон, Франция         | Хард(i)  | Ольга Дорошина     | 3-6 7-5 6-2       |
| 11. | 27 сентября 2015 | Альбукерке, США        | Хард     | Наоми Броуди       | 6-7(2) 7-6(3) 7-5 |
| 12. | 4 октября 2015   | Лас-Вегас, США         | Хард     | Шелби Роджерс      | 6-3 6-1           |
| 13. | 31 июля 2016     | Лексингтон, США        | Хард     | Арина Родионова    | 6-0 2-6 6-2       |
| 14. | 25 февраля 2018  | Соларино, Италия       | Ковёр    | Моника Килнарова   | 6-3 6-2           |

#### Поражения (2)
| №  | Дата          | Турнир               | Покрытие | Соперница в финале     | Счёт    |
| 1. | 2 ноября 2008 | Братислава, Словакия | Хард(i)  | Анастасия Павлюченкова | 3-6 1-6 |
| 2. | 17 июля 2016  | Имола, Италия        | Ковёр    | Вероника Кудерметова   | 4-6 2-6 |

### Финалы турнировWTAв парном разряде (16)

#### Победы (5)
| №  | Дата            | Турнир                  | Покрытие | Партнёрша         | Соперницы в финале                 | Счёт           |
| 1. | 22 июля 2006    | Палермо, Италия         | Грунт    | Жанетта Гусарова  | Аличе Канепа Джулия Габба          | 6-0 6-0        |
| 2. | 30 июля 2006    | Будапешт, Венгрия       | Грунт    | Жанетта Гусарова  | Луция Градецкая Рената Ворачова    | 4-6 6-4 6-4    |
| 3. | 22 июня 2008    | Хертогенбос, Нидерланды | Трава    | Марина Эракович   | Лига Декмейере Анжелика Кербер     | 6-3 6-2        |
| 4. | 21 февраля 2010 | Мемфис, США             | Хард(i)  | Ваня Кинг         | Бетани Маттек-Сандс Меганн Шонесси | 7-5 6-2        |
| 5. | 24 мая 2014     | Нюрнберг, Германия      | Грунт    | Каролина Плишкова | Ралука Олару Шахар Пеер            | 6-0 4-6 [10-6] |

#### Поражения (11)
| №   | Дата            | Турнир                  | Покрытие | Партнёрша           | Соперницы в финале                    | Счёт              |
| 1.  | 30 апреля 2005  | Оэйраш, Португалия      | Грунт    | Генриета Надьова    | Ли Тин Сунь Тяньтянь                  | 3-6 1-6           |
| 2.  | 30 октября 2005 | Хасселт, Бельгия        | Хард(i)  | Агнеш Савай         | Эмили Луа Катарина Среботник          | 3-6 4-6           |
| 3.  | 19 февраля 2006 | Антверпен, Бельгия      | Хард(i)  | Стефани Форетц      | Динара Сафина Катарина Среботник      | 1-6 1-6           |
| 4.  | 3 мая 2008      | Прага, Чехия            | Грунт    | Джилл Крейбас       | Андреа Главачкова Луция Градецкая     | 6-1 3-6 [6-10]    |
| 5.  | 22 февраля 2009 | Мемфис, США             | Хард(i)  | Юлиана Федак        | Виктория Азаренко Каролина Возняцки   | 1-6 6-7(2)        |
| 6.  | 19 июня 2009    | Хертогенбос, Нидерланды | Трава    | Янина Викмайер      | Сара Эррани Флавия Пеннетта           | 4-6 7-5 [11-13]   |
| 7.  | 18 апреля 2010  | Чарлстон, США           | Грунт    | Ваня Кинг           | Лизель Хубер Надежда Петрова          | 3-6 4-6           |
| 8.  | 30 апреля 2011  | Оэйраш, Португалия (2)  | Грунт    | Элени Данилиду      | Алиса Клейбанова Галина Воскобоева    | 4-6 2-6           |
| 9.  | 5 мая 2012      | Будапешт, Венгрия       | Грунт    | Ева Бирнерова       | Жанетта Гусарова Магдалена Рыбарикова | 4-6 2-6           |
| 10. | 4 января 2014   | Окленд, Новая Зеландия  | Хард     | Луция Градецкая     | Шэрон Фичмен Мария Санчес             | 6-2 0-6 [4-10]    |
| 11. | 21 июня 2014    | Хертогенбос, Нидерланды | Трава    | Кристина Младенович | Марина Эракович Аранча Парра Сантонха | 6-0 6-7(5) [8-10] |

### Финалы турнировWTA 125иITFв парном разряде (33)

#### Победы (23)
| №   | Дата             | Турнир                    | Покрытие | Партнёрша          | Соперницы в финале                  | Счёт               |
| 1.  | 7 ноября 2004    | Стокгольм, Швеция         | Хард(i)  | Йоланда Менс       | София Авакова Ирина Кузьмина        | 6-2 6-3            |
| 2.  | 10 апреля 2005   | Динан, Франция            | Грунт(i) | Агнеш Савай        | Юлия Бейгельзимер Сандра Клёзель    | 7-5 7-5            |
| 3.  | 10 апреля 2009   | Торхаут, Бельгия          | Хард(i)  | Янина Викмайер     | Юлия Гёргес Сандра Клеменшиц        | 6-4 6-0            |
| 4.  | 21 ноября 2009   | Братислава, Словакия      | Хард(i)  | София Арвидссон    | Татьяна Пучек Арина Родионова       | 6-3 6-4            |
| 5.  | 10 октября 2010  | Барнстебл, Великобритания | Хард(i)  | Андреа Главачкова  | Сандра Клеменшиц Татьяна Малек      | 7-6(4) 6-2         |
| 6.  | 14 мая 2011      | Прага, Чехия              | Грунт    | Петра Цетковская   | Линдсей Ли-Уотерс Меган Мултон-Леви | 6-2 6-1            |
| 7.  | 30 июля 2011     | Оломоуц, Чехия            | Грунт    | Рената Ворачова    | Юлия Бейгельзимер Елена Богдан      | 7-5 6-4            |
| 8.  | 21 апреля 2013   | Ираклион, Греция          | Ковёр    | Инди де Вроме      | Юка Мори Росалли ван дер Хук        | 6-0 5-7 [10-8]     |
| 9.  | 10 августа 2013  | Сучжоу, Китай             | Хард     | Тимея Бабош        | Хань Синьюнь Эри Ходзуми            | 6-2 6-2            |
| 10. | 27 сентября 2013 | Клермон-Ферран, Франция   | Хард(i)  | Марта Домаховска   | Маргарита Гаспарян Алёна Сотникова  | 5-7 6-4 [10-8]     |
| 11. | 27 октября 2013  | Пуатье, Франция           | Хард(i)  | Луция Градецкая    | Кристина Макхейл Моника Никулеску   | 7-6(5) 6-2         |
| 12. | 3 ноября 2013    | Нант, Франция             | Хард(i)  | Луция Градецкая    | Стефани Форетц Гакон Ева Грдинова   | 6-3 6-2            |
| 13. | 23 февраля 2014  | Кройцлинген, Швейцария    | Ковёр(i) | Ева Бирнерова      | Александра Крунич Амра Садикович    | 6-1 4-6 [10-6]     |
| 14. | 18 мая 2014      | Прага, Чехия              | Грунт    | Луция Градецкая    | Андреа Главачкова Луция Шафаржова   | 6-3 6-2            |
| 15. | 20 июля 2014     | Карсон, США               | Хард     | Оливия Роговска    | Саманта Кроуфорд Сачия Викери       | 7-6(4) 6-1         |
| 16. | 25 сентября 2016 | Альбукерке, США           | Хард     | Мария Санчес       | Элизе Мертенс Мэнди Минелла         | 6-2 6-4            |
| 17. | 25 сентября 2016 | Лас-Вегас, США            | Хард     | Мария Санчес       | Джейми Лёб Шанель Симмондс          | 7-5 6-1            |
| 18. | 30 октября 2016  | Мейкон, США               | Хард     | Тейлор Таунсенд    | Кэри Вонг Сабрина Сантамария        | 3-6 6-2 [10-6]     |
| 19. | 6 ноября 2016    | Торонто, Канада           | Хард(i)  | Габриэла Дабровски | Эшли Вейнхольд Кейтлин Хуриски      | 6-4 6-3            |
| 20. | 13 ноября 2016   | Уэйко, США                | Хард(i)  | Тейлор Таунсенд    | Михаэла Бузарнеску Рената Сарасуа   | Без игры           |
| 21. | 11 февраля 2018  | Лафборо, Великобритания   | Хард(i)  | Бибиана Схофс      | Тара Мур Конни Перрен               | 6-7(5) 6-1 [10-6]  |
| 22. | 14 октября 2018  | Обидуш, Португалия        | Ковёр    | Ингрид Нил         | Кристина Букса Диана Марцинкевич    | 6-2 6-2            |
| 23. | 6 января 2019    | Гонконг                   | Хард     | Барбора Штефкова   | У Фансянь Чэнь Пэйчуань             | 6-4 6-7(3) [12-10] |

#### Поражения (10)
| №   | Дата             | Турнир               | Покрытие | Партнёрша         | Соперницы в финале              | Счёт              |
| 1.  | 1 ноября 2009    | Пуатье, Франция      | Хард(i)  | Марта Домаховска  | Жюли Куэн Мари-Эв Пеллетье      | 3-6 6-3 [3-10]    |
| 2.  | 17 октября 2010  | Торхаут, Бельгия     | Хард(i)  | Янина Викмайер    | Тимея Бачински Татьяна Гарбин   | 4-6 2-6           |
| 3.  | 26 ноября 2011   | Тоёта, Япония        | Ковёр(i) | Каролин Гарсия    | Макото Ниномия Рико Саваянаги   | Без игры          |
| 4.  | 13 октября 2013  | Жуэ-ле-Тур, Франция  | Хард(i)  | Андреа Главачкова | Жюли Куэн Ана Врлич             | 3-6 6-4 [13-15]   |
| 5.  | 6 апреля 2014    | Дижон, Франция       | Хард(i)  | Мартина Борецкая  | Река-Луца Яни Изабелла Шиникова | 3-6 5-7           |
| 6.  | 27 апреля 2014   | Стамбул, Турция      | Хард     | Александра Крунич | Петра Крейсова Тереза Смиткова  | 6-1 6-7(2) [9-11] |
| 7.  | 5 ноября 2017    | Нант, Франция        | Хард(i)  | Лесли Керкхове    | Манон Арканжоли Шеразад Ре      | 2-6 3-6           |
| 8.  | 22 июля 2018     | Оломоуц, Чехия       | Грунт    | Луция Градецкая   | Петра Крейсова Йесика Малечкова | 2-6 1-6           |
| 9.  | 23 сентября 2018 | Лиссабон, Португалия | Хард     | Тереза Мартинцова | Эмма Лайне Саманта Маррей       | 5-7 4-6           |
| 10. | 24 ноября 2019   | Шарм-эш-Шейх, Египет | Хард     | Валентина Ризер   | Ли Ын Хе Чон Вон Ён             | Без игры          |

### Финалы командных турниров (1)

#### Поражения (1)
| №  | Год  | Турнир        | Команда                           | Соперник в финале       | Счёт |
| -- | ---- | ------------- | --------------------------------- | ----------------------- | ---- |
| 1. | 2006 | Кубок Хопмана | Нидерланды · М.Крайчек, П.Весселс | США · Л.Реймонд, Т.Дент | 1-2  |

## История выступлений на турнирах
| Турнир                       | 2005  | 2006  | 2007  | 2008  | 2009  | 2010  | 2011  | 2012  | 2013  | 2014  | 2016  | 2017  | Итог   | В/П за карьеру |
| ---------------------------- | ----- | ----- | ----- | ----- | ----- | ----- | ----- | ----- | ----- | ----- | ----- | ----- | ------ | -------------- |
| Турниры Большого шлема       |       |       |       |       |       |       |       |       |       |       |       |       |        |                |
| Открытый чемпионат Австралии | 2Р    | 3Р    | 1Р    | 1Р    | -     | К     | К     | 2Р    | -     | -     | -     | К     | 0 / 5  | 4-5            |
| Открытый чемпионат Франции   | 1Р    | 1Р    | 3Р    | 1Р    | К     | К     | К     | 1Р    | -     | -     | К     | -     | 0 / 5  | 2-5            |
| Уимблдонский турнир          | -     | 1Р    | 1/4   | 1Р    | -     | К     | К     | -     | 1Р    | -     | К     | -     | 0 / 4  | 4-4            |
| Открытый чемпионат США       | -     | 1Р    | 2Р    | -     | -     | К     | 2Р    | 1Р    | -     | К     | К     | -     | 0 / 4  | 2-4            |
| Итог                         | 0 / 2 | 0 / 4 | 0 / 4 | 0 / 3 | 0 / 0 | 0 / 0 | 0 / 1 | 0 / 3 | 0 / 1 | 0 / 0 | 0 / 0 | 0 / 0 | 0 / 18 |                |
| В/П в сезоне                 | 1-2   | 2-4   | 7-4   | 0-3   | 0-0   | 0-0   | 1-1   | 1-3   | 0-1   | 0-0   | 0-0   | 0-0   |        | 12-18          |

К — проигрыш в квалификационном турнире.
| Турнир                       | 2006  | 2007  | 2008  | 2010  | 2011  | 2012  | 2014  | 2015  | 2016  | 2017  | 2018  | Итог   | В/П за карьеру |
| ---------------------------- | ----- | ----- | ----- | ----- | ----- | ----- | ----- | ----- | ----- | ----- | ----- | ------ | -------------- |
| Турниры Большого шлема       |       |       |       |       |       |       |       |       |       |       |       |        |                |
| Открытый чемпионат Австралии | 3Р    | 2Р    | 1Р    | 1Р    | 2Р    | 1Р    | 3Р    | 1/2   | -     | 2Р    | 2Р    | 0 / 10 | 12-10          |
| Открытый чемпионат Франции   | 1Р    | 3Р    | 1Р    | 2Р    | 3Р    | -     | 1/2   | 1/4   | 2Р    | -     | -     | 0 / 8  | 13-8           |
| Уимблдонский турнир          | 2Р    | 3Р    | 1Р    | 1Р    | 1Р    | -     | 2Р    | 3Р    | 3Р    | -     | -     | 0 / 8  | 8-8            |
| Открытый чемпионат США       | 2Р    | 2Р    | -     | 1Р    | 1Р    | 1Р    | 3Р    | 3Р    | 2Р    | -     | 1Р    | 0 / 9  | 7-9            |
| Итог                         | 0 / 4 | 0 / 4 | 0 / 3 | 0 / 4 | 0 / 4 | 0 / 2 | 0 / 4 | 0 / 4 | 0 / 3 | 0 / 1 | 0 / 2 | 0 / 35 |                |
| В/П в сезоне                 | 4-4   | 6-4   | 0-3   | 1-4   | 3-4   | 0-2   | 9-4   | 11-4  | 4-3   | 1-1   | 1-2   |        | 40-35          |